# Земський повіт
Земський повіт (пол. Powiat ziemski, калька з нім. Landkreis) — одиниця місцевого самоврядування в міжвоєнній Польщі. Земельні округи існували також у Польщі після Другої світової війни. Їх скасування відбулося в 1975 році. Відновлення земських повітів розглядалося як частина реформи місцевого самоврядування, що набула чинності на початку 1999 року. Одна з обговорюваних концепцій передбачала створення двох типів повітів: міського та сільського. Зрештою, були створені повіти лише одного типу, без прикметника в назві.
Термін «земельний повіт» також використовується для позначення існуючих сьогодні повітів, однак термін не має офіційного статусу.